# Briareum contortum
Briareum contortum is een zachte koraalsoort uit de familie Briareidae. De koraalsoort komt uit het geslacht Briareum. Briareum contortum werd in 1906 voor het eerst wetenschappelijk beschreven door Kükenthal. 